# Jean Boisard
Jean Boisard (scritto anche Boizard) (... – 1725 circa) è stato un numismatico francese.
La sua data di nascita non è conosciuta. Fu considerato uno dei fondatori, nel XVII secolo, della numismatica, la scienza o conoscenza specializzata delle medaglie e monete antiche e della loro collezione. 
Fu consigliere alla “Cour des Monnaies”, un'istituzione reale dell'Ancien Régime. Nel 1663 e nel 1664 ebbe presso la cour l'incarico di giudicare alcune monete. Nel 1692 pubblicò un breve trattato sulle monete, “Traité des monoyes, de leurs circonstances et dépendances”. Il libro ebbe parecchie edizioni di cui una nel 1714. Erano dati precisi e accurati dettagli sulle leghe e sui segreti della fabbricazione delle monete.
Di conseguenza il governo ne proibì la circolazione, nel timore che potesse essere usato come guida per i falsari.

## Opere
- Traité des monoyes, de leurs circonstances et dépendances, Paris 1692, 2 volumi, ristampe 1711, 1714 e 1723. ((FR) Jean Boizard, Traité des monoyes, de leurs circonstances & dépendances, Chez la veuve de Jean Baptiste Coignard ... et Jean Baptiste Coignard, 1692. URL consultato il 30 gennaio 2024.)